# Villahán
Villahán – gmina w Hiszpanii, w prowincji Palencia, w Kastylii i León, o powierzchni 31,02 km². W 2011 roku gmina liczyła 111 mieszkańców.